# Atholus daldorffi
Atholus daldorffi är en skalbaggsart som först beskrevs av Ernest Marie Louis Bedel 1906.  Atholus daldorffi ingår i släktet Atholus och familjen stumpbaggar. Inga underarter finns listade i Catalogue of Life.